# Пинхасов, Георгий Борисович
Георгий Пинхасов (в другом написании Гарик Пинхасов, англ. Gueorgui Pinkhassov; род. 12 августа 1952, Москва) — фотограф, лауреат международных премий, член фотоагентства Магнум Фото.

## Биография
Родился 12 августа 1952 года в Москве.
Интерес Георгия Пинхасова к фотографии начался ещё в школе.
После окончания школы Г. Пинхасов поступает во ВГИК (Московский Институт Кинематографии), а также работает фотографом на киностудии Мосфильм, а затем как независимый фотограф.
В 1978 Георгий Пинхасов присоединился к Московскому союзу художников-графиков (секция фотографии) и получил статус независимого художника. В залах на Малой Грузинской Гарик Пинхасов показывает свои первые творческие работы — портреты и натюрморты, выполненные в технике сепии («Дыня», «Стакан с чаем» и многие другие).
Его фотоработы были замечены видным российским кинорежиссёром Андреем Тарковским, который пригласил Георгия Пинхасова делать репортаж о своем фильме Сталкер (1979).
В 1985 году Г. Пинхасов женился на француженке и переехал в Париж.
В 1988, представив серию цветных фотографий «Тбилисские бани», он присоединился «ассоциативным членом» к фотографам агентства Магнум Фото, основанного легендарным Анри Картье-Брессоном. С 1990 года полноправный член агентства.
Он работает регулярно для международной прессы, особенно для Geo, Actuel и журнала New York Times. Его книга Sightwalk исследует отдельные детали через размышления или специфические виды света, часто приближающиеся к абстракции.

## Награды
- 1995 Bourse de la Ville de Paris
- 1993 World Press Photo (artistic category award)
- 1993 Society of News Design Award of Excellence, USA

## Персональные выставки
- 2009 «С любовью о Баку», Центральный Выставочный Зал «Манеж» Москва
- 2009 «NORDMEER», in camera galerie, Paris, France
- 2008 «Как будто бы свет», В рамках «Фотобиеннале-2008», Винзавод, Москва  Архивная копия от 19 апреля 2009 на Wayback Machine
- 2007 L’Image d’Après, Cinémathèque Française, Paris, France
- 1988 Center of Photography, Geneva, Switzerland
- 1988 Asie Centrale — Galerie Picto, Paris, France
- 1987 Cité Internationale des Arts, Paris, France
- 1979 Maison des Hommes de Lettres, Moscow, Russia
- 1979 Tour Kiek in de Kök, Tallinn, Estonia

## Книги Георгия Пинхасова
- 2006 Gueorgui Pinkhassov. «Nordmeer», Mare, Germany  Архивная копия от 19 февраля 2009 на Wayback Machine ISBN 9783936543964
- 2003 Gueorgui Pinkhassov. «Carnet D’Opera. Regards en coulisses», Editeur Xavier Barral. ISBN 2915173028
- 1998 Gueorgui Pinkhassov. «Sightwalk», Phaidon Press, UK  Архивная копия от 19 февраля 2009 на Wayback Machine ISBN 9780714838090
- 1993 Gueorgui Pinkhassov. «Une promenade à la Défense» ISBN 2-7096-1233-X

## Работы Г.Пинхасова представлены в книгах
- Taneli Escola & Hannu Eerikainen «Toisinnakijat» (Инаковидящие) Helsinki, 1988
- «Die zeitgenossische Photographie in der Sowjetunion» Edition Stemmle, 1988
- «TOKIO TODAY», Japan, 1996

## Интервью
- Интервью телеканалу «Радость моя»
- Интервью на радиостанции «Маяк»
- Елена Ванина. «Лучшие фотографы страны. Георгий Пинхасов», АФИША, 2012. Архивная копия от 4 августа 2012 на Wayback Machine
- Георгий Пинхасов: Картье-Брессон и Тарковский, Instagram и Роберт Капа #ещёнепознер. Дата обращения: 24 октября 2019. Архивировано 7 декабря 2019 года.